# Dinastia Xia
A dinastia Xia, (夏朝：Xià cháo） também conhecida como dinastia Hsia, é a primeira dinastia descrita pela historiografia tradicional chinesa. Reinou cerca século XXI a.C. – século XVI a.C.. A historiografia lista os nomes de 9 reis por 14 gerações. Os lendários Três Augustos e os Cinco Imperadores são colocados como antecessores da dinastia Xia, que foi sucedida pela Dinastia Shang. 
```
   |-
       |
Erro:
:  
valor não especificado para "
nome_comum
"
```

Até recentes escavações arqueológicas em sítios localizados na província de Henan, onde os vestígios foram datados como sendo da Era do Bronze e pertencentes à Cultura Erlitou, era difícil separar o que era mito e o que era realidade a respeito da dinastia Xia. Desde então, arqueólogos descobriram vestígios de áreas urbanas, objetos trabalhados em bronze, e tumbas que apontam para a possível existência da dinastia Xia em localizações citadas em antigos documentos históricos chineses. A maioria dos arqueólogos chineses identifica a cultura Erlitou como correspondente à dinastia Xia, enquanto a maioria dos arqueólogos ocidentais continuam não convencidos da conexão entre a cultura Erlitou e a dinastia. No mínimo, o período Xia marcou um estágio de evolução técnica entre culturas do neolítico tardio e a tradicional civilização urbana chinesa da Dinastia Shang. A tecnologia agrícola - como a criação de cavalos, a produção de vinho, além de avanços no transporte - aprimorou-se drasticamente na dinastia Xia.
A dinastia Xia finalizou um sistema de monarquia hereditária, transmitida supostamente desde a época do lendário Imperador Amarelo, e iniciou um período de controles políticos baseados em clãs e famílias aristocráticas, que passaram a controlar tudo na nação (家天下). Foi também neste período que a civilização chinesa desenvolveu um sistema de governo que empregava tanto um governador civil (文治), quanto o uso de punições duras contra qualquer transgressão (刑罰). Destes primórdios o código legal chinês começou a se formar.
Acredita-se que a Dinastia Xia controlava um território que se estendia ao leste até as províncias de Henan, Shandong e Hebei, a oeste até Henan e Shanxi, ao sul até Hubei e ao norte até Hebei.
Diz-se que Jie, o último rei da dinastia, foi um rei corrupto. Ele foi deposto por T'ang, o líder do povo de Shang, que foi localizado no leste.

## Líderes da Dinastia Xia
| Nomes Póstumos (Shi Hao 諡號)1                                                                          | Nomes Póstumos (Shi Hao 諡號)1 | Nomes Póstumos (Shi Hao 諡號)1 | Nomes Póstumos (Shi Hao 諡號)1 | Nomes Póstumos (Shi Hao 諡號)1   |
| Ordem                                                                                                   | Reinado2                       | Chinês                         | Hanyu Pinyin                   | Notas                            |
| --- | ------------------------------ | ------------------------------ | ------------------------------ | -------------------------------- |
| 01 | 45                             | 禹                             | Yǔ                             | também Yu o Grande (大禹; dà yǔ) |
| 02 | 10                             | 啟                             | Qǐ                             |                                  |
| 03 | 29                             | 太康                           | Tài Kāng                       |                                  |
| 04 | 13                             | 仲康                           | Zhòng Kāng                     |                                  |
| 05 | 28                             | 相                             | Xiāng                          |                                  |
| 06 | 21                             | 少康                           | Shǎo Kāng                      |                                  |
| 07 | 17                             | 杼                             | Zhù                            |                                  |
| 08 | 26                             | 槐                             | Huái                           |                                  |
| 09 | 18                             | 芒                             | Máng                           |                                  |
| 10 | 16                             | 泄                             | Xiè                            |                                  |
| 11 | 59                             | 不降                           | Bù Jiàng                       |                                  |
| 12 | 21                             | 扃                             | Jiōng                          |                                  |
| 13 | 21                             | 廑                             | Jǐn                            | Guoyu: jìn, putonghua: jǐn       |
| 14 | 31                             | 孔甲                           | Kǒng Jiǎ                       |                                  |
| 15 | 11                             | 皋                             | Gāo                            |                                  |
| 16 | 11                             | 發                             | Fā                             |                                  |
| 17 | 52                             | 桀                             | Jié                            | também Lu Gui (履癸 lǚ guǐ)      |
| 1 O nome do reinado, às vezes, é precedido pelo nome da dinastia, Xia (夏), por exemplo, Xia Yu (夏禹). |                                |                                |                                |                                  |
| 2 Possível duração do reinado, em anos.                                                                 |                                |                                |                                |                                  |